# Mathieu Maton
Pour les articles homonymes, voir Maton.
Mathieu Maton est un footballeur français né le 19 janvier 1981 à Marcq-en-Barœul. Il occupe le poste d'attaquant.

## Biographie
À l'âge de huit ans, il est recruté par le LOSC. Il y fait ses classes et gagne le championnat de France des moins de 15 ans.
Sélectionné pour participer à l'Euro des moins de 18 ans en 2000, une grande partie du groupe est victime d'une intoxication alimentaire cinq jours avant le début de la compétition. Le Lillois est le plus durement touché et doit être hospitalisé, il ne dispute aucun match de la compétition.
Il s'affirme avec les équipes de France dans les catégories de jeune et participe au championnat du monde des moins de 20 ans en 2001. 
Le LOSC le prête ensuite à Châteauroux puis Cannes pour qu'il s'aguerrisse.

## Carrière
- 1999-2001 :  Lille OSC
- 2001-2002 :  LB Châteauroux
- 2002-2003 :  AS Cannes
- 2003-2004 :  LOSC Lille Métropole
- 2004-2005 :  RAA Louviéroise
- 2005-2006 :  ES Wasquehal
- Juillet 2006 - Janvier 2007 :  Royale Union Saint-Gilloise
- 2007-2008 :  Saint-Denis FC(la Réunion)
- 2008-2010 :  US Marquette
- 2010-2011 :  US Tourcoing FC
- 2011-2013 :  US Marquette[2]

## Palmarès
- Vainqueur du Championnat d'Europe des moins de 19 ans 2000 avec l'équipe de France
- Quart de finaliste du championnat du monde des moins de 20 ans en Argentine en 2001
- Champion de France des moins de 15 ans nationaux en 1997